# Aloe albiflora
Aloe albiflora är en grästrädsväxtart som beskrevs av André Guillaumin. Aloe albiflora ingår i släktet Aloe och familjen grästrädsväxter.
Artens utbredningsområde är Madagaskar. Inga underarter finns listade i Catalogue of Life.